# Woda siarczkowa
Woda siarczkowa (woda siarczkowo-siarkowodorowa) – woda swoista zawierająca siarkę – w postaci siarkowodoru (H2S), jonu wodorosiarczkowego (HS−), jonu siarczkowego (S2−), jonu tiosiarczanowego (S2O2−3) lub polisulfanów (H2Sn; n = 2–6) – której zawartość oznaczana metodą jodometryczną wynosi minimalnie 1 mg/dm³. Stosowana w leczeniu chorób dermatologicznych. Zawarty w wodzie disulfan (H2S2) odpowiada za terapeutyczne działanie tej wody. 